# Strymba (szczyt)
Strymba (ukr. Стримба) – szczyt w Gorganach, położony jest w zachodniej części pasma w Masywie Strymby. Leży w niedużej odległości na wschód od miejscowości Kołoczawa. Na szczycie znajduje się krzyż.

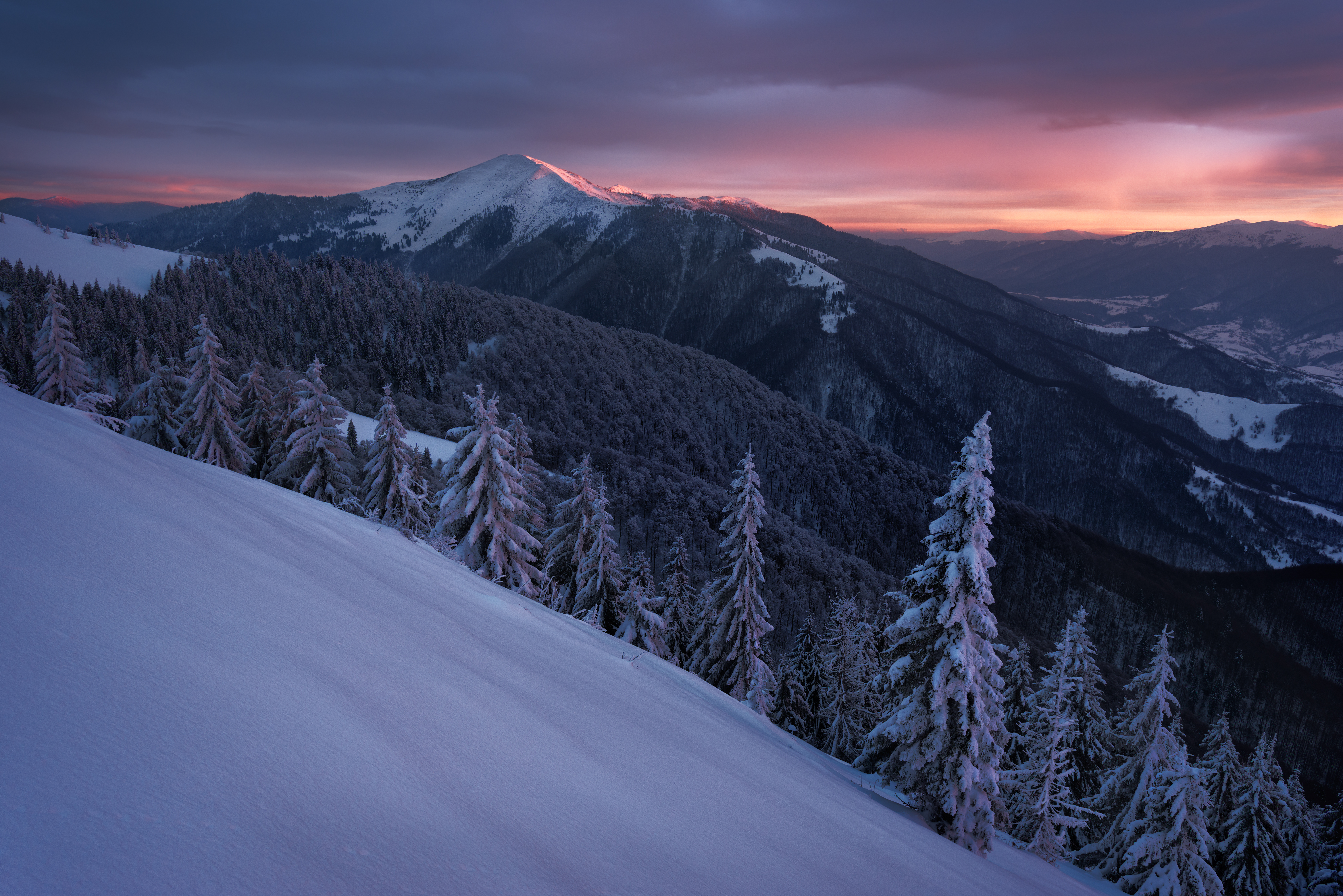
Zimowy widok na Strymbę z Połoniny Piszkoni

## Przyroda
Trójkształtny wierzchołek góry pokryty jest rozległą połoniną, od zachodu natomiast porośnięty kosodrzewiną, która przemiesza się z rumowiskami skalnymi, niżej zbocza porasta las bukowo-jodłowy. Zachodnie stoki góry znajdują na terenie Parku Narodowego „Synewyr”

## Geografia
Szczyt usytuowany jest na końcu grzbietu Masywu Strymby odgałęzionego od głównej grani Gorganów u szczytu Wierch Czarnej Riki (1269 m n.p.m.). Od północy Strymba sąsiaduje ze szczytem Steniak (1543 m n.p.m.) po drodze jednak występują lesiste wzniesienia (1271 i 1384 m n.p.m.), na południu ograniczony jest szczytem Streminos (1652 m n.p.m.). Na wschodzie zbocza szczytu opadają ku rzece Mokrianka, która rozdziela masyw od szczytów Busztuł (1691 m n.p.m.) i Stranżuł (1630 m n.p.m.), na zachodzie dolina potoku Suchar oddziela masyw od Jasnowca (1600 m n.p.m.) oraz Darwajki (1501 m n.p.m.), z zachodnich stoków też wypływa potok Bradowiec, który wpływa do rzeki Bradulowiec w miejscowości Kołoczawa. Na wysokości ok. 1590 m n.p.m. pod szczytem znajduje się niewielkie jeziorko. Wysokość względna od otaczających go dolin wynosi ponad 1000 metrów.

## Turystyka
Na szczyt można dostać się nieoznakowaną ścieżką ze szczytu Streminos (1652 m n.p.m.) lub:
- Niebieskim znakowanym szlakiem z miejscowości Kołoczawa